# 谢琳太古遗音
《謝琳太古遺音》，古琴譜，明代正德年間琴家謝琳撰輯，明刻本古琴譜，北京博華先生舊藏，共三卷，爲明正德六年撰刊。現歸文化部文學藝術研究院音樂研究所。

## 作者介紹
謝琳，明代正德年間人氏。據他所輯《太古遺音》琴譜的敘跋介紹，他生活在新安（今安徽省境內），是當地的世家，以“黃山居士”自稱，又名謝良璧，別號雪峯。書前有正德六年張鵬序，正德七年何旭序，正德八年何莊跋，序跋強調謝琳琴藝爲程敏政、沈周等所推重，足證謝氏爲當時有名琴家。

## 琴譜分析
《謝琳太古遺音》由指法介紹和琴譜兩部分組成，前部分從略，後部分按琴歌產生的先後分爲唐虞、三代時期，春秋、秦、漢時期，晉、唐、宋時期，共三卷，每卷琴歌十二首。
《謝琳太古遺音》中，除《黃鐘調》、《古秋風》、《客窗夜話》三曲外，其餘琴歌均有解題。所有琴歌中，有首部分段，11首用句點劃分段落，其餘五首不僅明確分段，而且還帶有小標題或分段說明。歌詞基本是一字對一譜子，譜字之間穿插一些小寫的指法譜字，如本位取音、隔位取音等。這些小寫的減字譜字沒有對應歌詞，可能是彈唱中字音的拖腔。與現在的含有引子、間奏、尾奏的歌曲相比，這些琴歌顯得樸素而簡單。全譜體例不甚統一，透露出集諸家之譜的痕跡。